# Chocin
Chocin (ukr. Хотінь) – dawniej samodzielna wieś, od 1972 roku w granicach miasta Kałusza na Ukrainie, w jego wschodniej części. Rozpościera się wzdłuż ulicy Lwowskiej, nad Łomnicą.
W Chocinie urodził się 1 stycznia 1884 Mieczysław Kozar-Słobódzki, kompozytor.

## Historia
Chocin to dawniej samodzielna wieś. W II Rzeczypospolitej stanowiła gminę jednostkową Chocin w powiecie nadwórniańskim w województwie stanisławowskim. 1 sierpnia 1934 r. w ramach reformy na podstawie ustawy scaleniowej wszedł w skład nowej zbiorowej gminy Podmichale, gdzie we wrześniu 1934 utworzył gromadę.
Podczas II wojny światowej w gminie Wistowa w powiecie stanisławowskim w dystrykcie Galicja.
Po wojnie włączony w struktury ZSRR. 20 marca 1972 włączony do Kałusza.